# António Borges do Canto Moniz
António Borges do Canto Moniz (Angra do Heroísmo, 27 de Fevereiro de 1846 —) foi escritor e professor régio de instrução primária, e inspector de l.ª classe do corpo da fiscalização de impostos nos Açores.